# Elinor Glyn

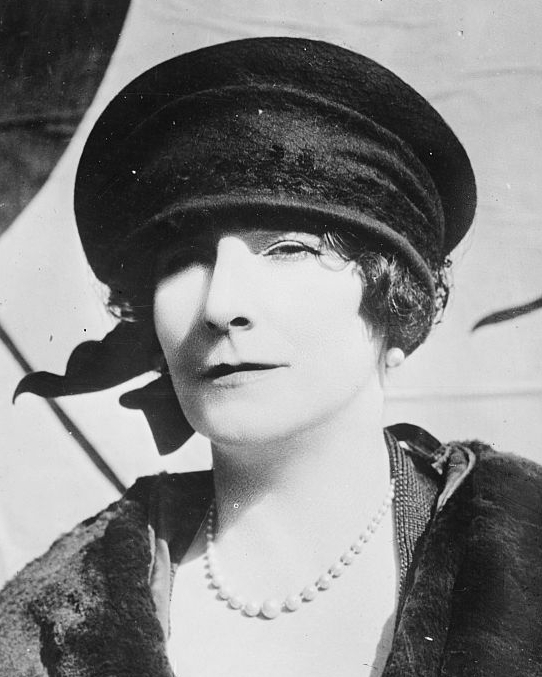
Elinor Glyn.

Elinor Glyn (egentligen Elinor Sutherland) född 17 oktober 1864 på Jersey, död 23 september 1943 i London, var en brittisk författare som skrev för sin tid "vågade" kärleksromaner, såsom Three Weeks, vilken filmatiserades i Hollywood 1924.

## Biografi
Elinor Glyn föddes i Saint Helier, Jersey, Kanalöarna. Efter att hennes far dog flyttade hennes mor till sitt föräldrahem i Guelph i Ontario i Kanada. Här blev Elinor Glyn undervisad av sin mormor i hur man för sig i den övre societeten. Denna träning gav henne inte bara entré till de aristokratiska sällskapen när hon återvände till Europa, utan gav henne också en ställning som en auktoritet när det gällde stil och god uppfostran när hon arbetade i Hollywood under 1920-talet.
Elinor Glyn hade en långvarig affär med George Curzon, 1:e markis Curzon av Kedleston mellan åren 1906 och 1916. Hon var yngre syster till Lucy Christiana Duff Gordon, lady Duff Gordon, känd som modedesignern "Lucile".

## Karriär
Elinor Glyn var pionjär inom de så kallade vågade kärleksromanerna för kvinnor, men hennes författande uppfattas med dagens mått inte som så särskilt skandalöst. Hon myntade begreppet It (det) som en eufemism för sexualitet, eller sexuell dragningskraft. Under det tidiga 1900-talet var hon den firade författaren av bästsäljarna It, Three Weeks, Beyond the Rocks och andra romaner som då uppfattades som ganska vågade.
Med den popularitet och ryktbarhet som hennes böcker givit henne flyttade Glyn till Hollywood för att arbeta inom filmindustrin. Hon tillskrevs äran för att ha omskapat Gloria Swanson från en fnissande ung stjärna till en elegant mogen stjärna. Beyond the Rocks gjordes som stumfilm 1922 med Sam Wood som regissör och Gloria Swanson och Rudolph Valentino som ett romantiskt par. År 1927 hjälpte hon till att göra en stjärna av skådespelaren Clara Bow, för vilken hon myntade uttrycket "the It girl", som spelade i succéfilmen It (1927), vilken bygger på en av Glyns romaner. Att vara flickan med "det" kom att bli en förskönande omskrivning för att ha sexuell dragningskraft.
Anthony Glyn, hennes sonson, skrev hennes biografi 1956, Elinor Glyn: en biografi.
Bland Elinor Glyns mest kända romaner, som översatts till svenska, märks Genom bränningarna, Tre veckor, Elizabeths debut i stora världen, Evangelines upplevelser och Ambrosine.